# Đinh Hữu Cường
Đinh Hữu Cường là một chính trị gia người Việt Nam. Ông từng là Chủ tịch Ủy ban nhân dân tỉnh Quảng Bình (1999 - tháng 7 năm 2003). Trong Đảng Cộng sản Việt Nam ông từng là Phó Trưởng ban thường trực Ban Dân vận Trung ương Đảng Cộng sản Việt Nam (2006-2010), Phó Trưởng ban Ban Chỉ đạo Tây Nguyên Việt Nam (2005-2006) của Đảng Cộng sản Việt Nam, Bí thư Tỉnh ủy Quảng Bình (2003-2004).

## Xuất thân
Ông hiện cư trú ở quận Bình Thạnh, thành phố Hồ Chí Minh

## Giáo dục
Ông từng học cấp 3 ở Trường Trung học phổ thông Đồng Hới.. Từ năm 1979 đến năm 1984, ông học đại học tại thành phố Leningrad (Liên Xô cũ). Tháng 11 năm 1995, ông có đi tu nghiệp về quản lý Nhà nước tại Washington DC (Mỹ).

## Sự nghiệp
Ngày 30 tháng 6 năm 1989, tỉnh Bình Trị Thiên được chia tách. Sau khi tỉnh Quảng Bình tái lập, Hội đồng nhân dân tỉnh Quảng Bình trong phiên họp đầu tiên vào ngày 19 tháng 11 năm 1989 đã bầu Đinh Hữu Cường cùng với Đinh Hữu Trung, Hoàng Đạo, và Hồ Khắc Hồng làm các Phó Chủ tịch Ủy ban nhân dân tỉnh Quảng Bình, bầu Trần Sự, Phó Bí thư Tỉnh ủy Quảng Bình làm Chủ tịch Ủy ban nhân dân tỉnh Quảng Bình.
Từ tháng 12 năm 1989 đến tháng 12 năm 1994, Đinh Hữu Cường là Phó Chủ tịch Ủy ban nhân dân tỉnh Quảng Bình phụ trách nội chính, văn hóa - xã hội (văn xã).
Ông tiếp tục làm Phó Chủ tịch Ủy ban nhân dân tỉnh Quảng Bình nhiệm kì 1994-1999, phụ trách khối văn - xã. Chủ tịch là ông Phạm Phước. Đến tháng 6 năm 1996, ông chuyển công tác khác, người thay ông làm Phó Chủ tịch là ông Phan Viết Dũng.
Ông làm Chủ tịch Ủy ban nhân dân tỉnh Quảng Bình nhiệm kì 1999-2004, ba Phó Chủ tịch là các ông Phan Lâm Phương, Hoàng Văn Khẩn và Phan Viết Dũng.
Tháng 3 năm 2003, Bí thư Tỉnh ủy Quảng Bình Trần Hòa được Ban Chấp hành Trung ương Đảng Cộng sản Việt Nam điều động ra Hà Nội làm Phó chủ nhiệm Ủy ban Kiểm tra Trung ương Đảng Cộng sản Việt Nam, Đinh Hữu Cường làm Bí thư Tỉnh ủy Quảng Bình. Ông Phan Lâm Phương, Phó Chủ tịch được bầu giữ chức Chủ tịch Ủy ban nhân dân tỉnh Quảng Bình thay ông Đinh Hữu Cường.
Ngày 25 tháng 4 năm 2004, trong kì bầu cử Hội đồng nhân dân tỉnh Quảng Bình nhiệm kỳ 2004-2009, ông Đinh Hữu Cường, Bí thư Tỉnh uỷ, Chủ tịch Hội đồng nhân dân tỉnh Quảng Bình đương nhiệm (nhiệm kì 1999-2004), đã không được bầu vào Hội đồng nhân dân tỉnh Quảng Bình khóa mới. Theo kết quả kiểm phiếu tại đơn vị bầu cử số 9 của tỉnh Quảng Bình (gồm 8 xã, phường thuộc thị xã Đồng Hới), Đinh Hữu Cường được 53% phiếu bầu, xếp thứ 4 trong số 5 ứng cử viên nên bị loại. Ba người trúng cử ở đơn vị bầu cử này là: ông Phan Xuân Luật, phó Phòng Giáo dục và Đào tạo thị xã Đồng Hới, ông Hồ An Phong - phó bí thư tỉnh đoàn và ông Trương Xuân Minh - chủ tịch công đoàn ngành Giáo dục và Đào tạo thị xã Đồng Hới.
Đầu năm 2005, Đinh Hữu Cường được Ban Chấp hành Trung ương Đảng Cộng sản Việt Nam điều động làm Phó Trưởng ban Ban Chỉ đạo Tây Nguyên Việt Nam của Đảng Cộng sản Việt Nam, Hà Hùng Cường làm Bí thư Tỉnh ủy Quảng Bình.
Năm 2006, Ban Bí thư Ban Chấp hành Trung ương Đảng Cộng sản Việt Nam quyết định điều động ông thôi chức Phó Trưởng ban Ban Chỉ đạo Tây Nguyên Việt Nam, giữ chức vụ mới là Phó Trưởng ban Ban Dân vận Trung ương Đảng Cộng sản Việt Nam.
Ngày 16 tháng 11 năm 2006, thủ tướng Nguyễn Tấn Dũng đã ký Quyết định 1522/QĐ-TTg cử ông Giàng Seo Phử và ông Đinh Hữu Cường (Phó trưởng ban Ban Dân vận Trung ương Đảng Cộng sản Việt Nam) tham gia Ban Chỉ đạo Tây Nguyên.
Ngày 30 tháng 5 năm 2008, ông là thành viên trong đoàn đại biểu Việt Nam do Tổng bí thư Nông Đức Mạnh dẫn đầu hội đàm với Tổng bí thư, Chủ tịch nước Trung Quốc Hồ Cẩm Đào. Lúc này ông là Phó Trưởng ban Thường trực Ban Dân vận Trung ương Đảng Cộng sản Việt Nam.
Ông giữ chức vụ Phó Trưởng ban Thường trực Ban Dân vận Trung ương Đảng Cộng sản Việt Nam đến tháng 3 năm 2010 thì giao cho ông Nguyễn Thế Trung, Ủy viên Ban Chấp hành Trung ương Đảng Cộng sản Việt Nam khóa X, Bí thư Tỉnh ủy, Chủ tịch Hội đồng nhân dân tỉnh Nghệ An.